# Sny Marii Dunin
Sny Marii Dunin (właśc. Sny Marii Dunin (Palimpsest)) – symboliczne opowiadanie Karola Irzykowskiego. Zostało ukończone we wrześniu 1896 roku. Drukiem ukazało się jednak dopiero siedem lat później jako część składowa opublikowanej wówczas  Pałuby. 

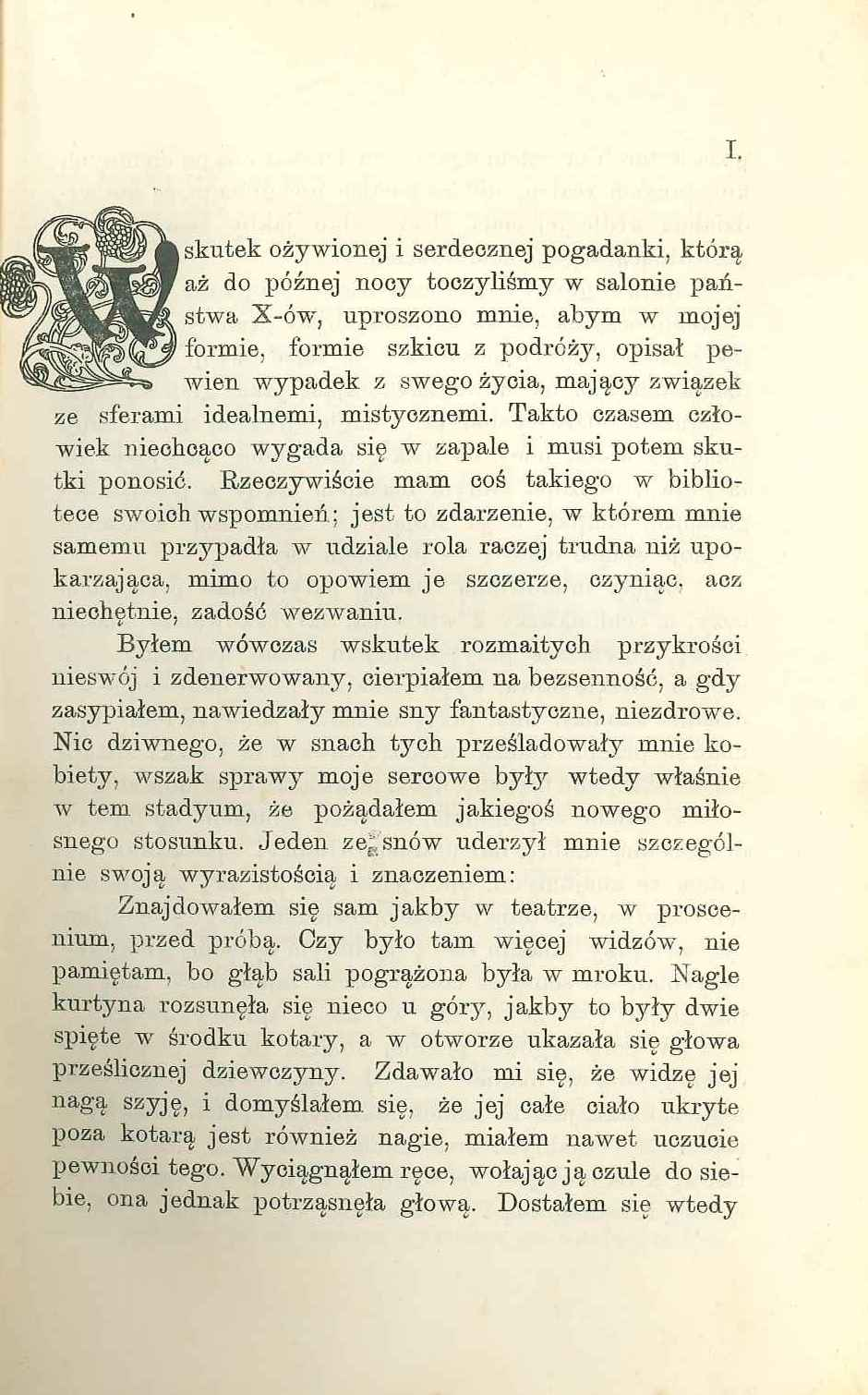
Pierwsza strona pierwszego wydania Snów Marii Dunin z 1903 r. z charakterystycznym inicjałem

Utwór opowiada o przygodach tajemniczego archeologa, który stara się rozwikłać zagadkę snów tytułowej Marii. Irzykowski poruszył tu problematykę związaną z funkcjonowaniem ludzkiej podświadomości i nieświadomości. Rozwinął też filozoficzne zagadnienie dotyczące roli idealizmu w życiu człowieka. Na uwagę zasługuje nietypowa narracja Snów, prekursorska wobec eksperymentów formalnych XX-wiecznej prozy.